# Burg Toszek
Die Ruine der Burg Toszek (deutsch: Burg Tost) liegt oberhalb der Stadt Toszek auf einem nach drei Seiten abfallenden Berg des oberschlesischen Muschelkalkrückens. Neben der Burg bestand eine slawische Burgsiedlung. Unterhalb der Burg verlief die Hohe Straße von Breslau über Oppeln nach Krakau. Die Burg diente zeitweise als Residenz der Herzöge von Tost. In der Burg befindet sich heute der Sitz des Kulturzentrums der Stadt Toszek.

## Geschichte

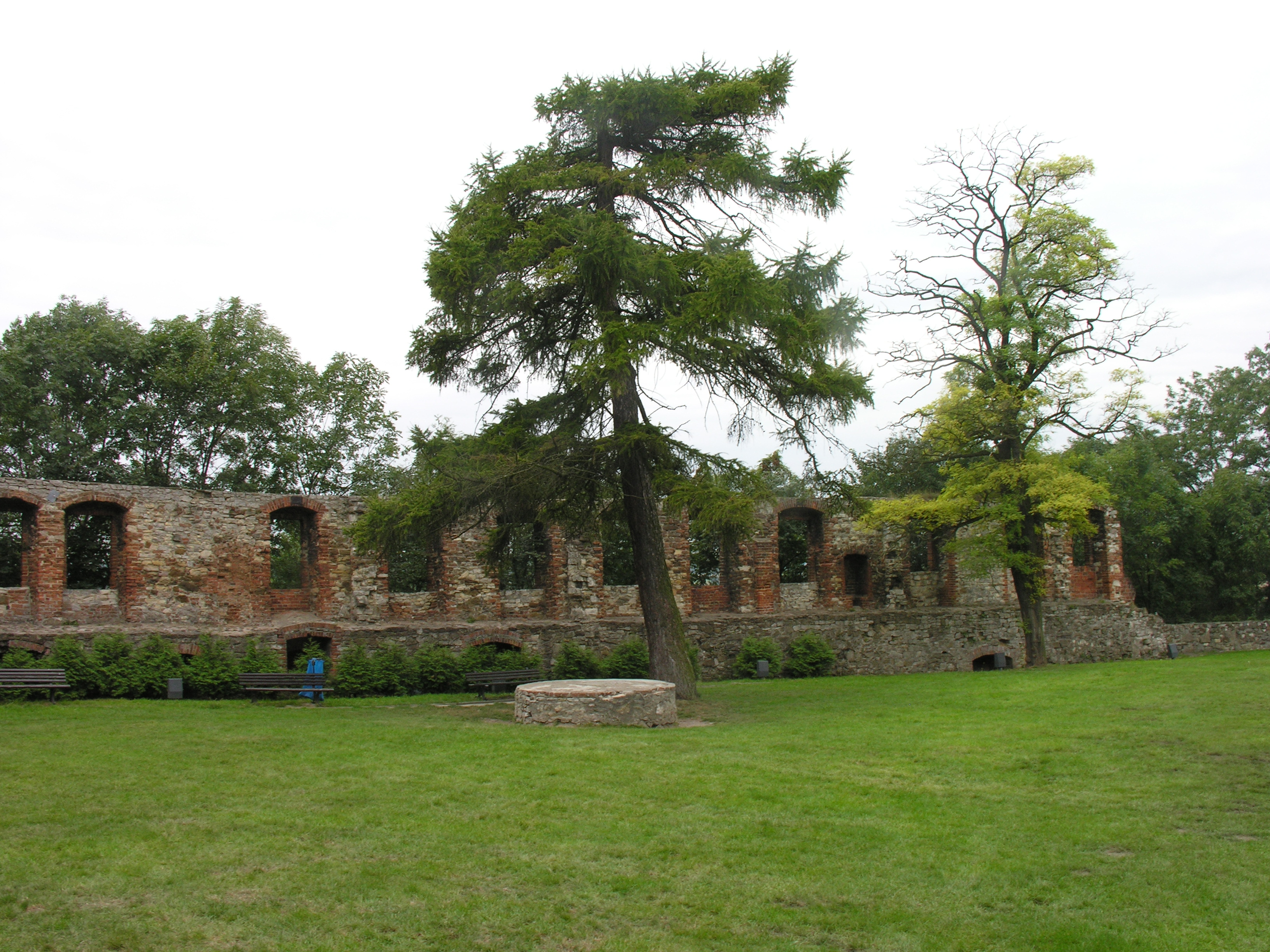
Mauerreste – Außenmauer der südlichen Nebengebäude

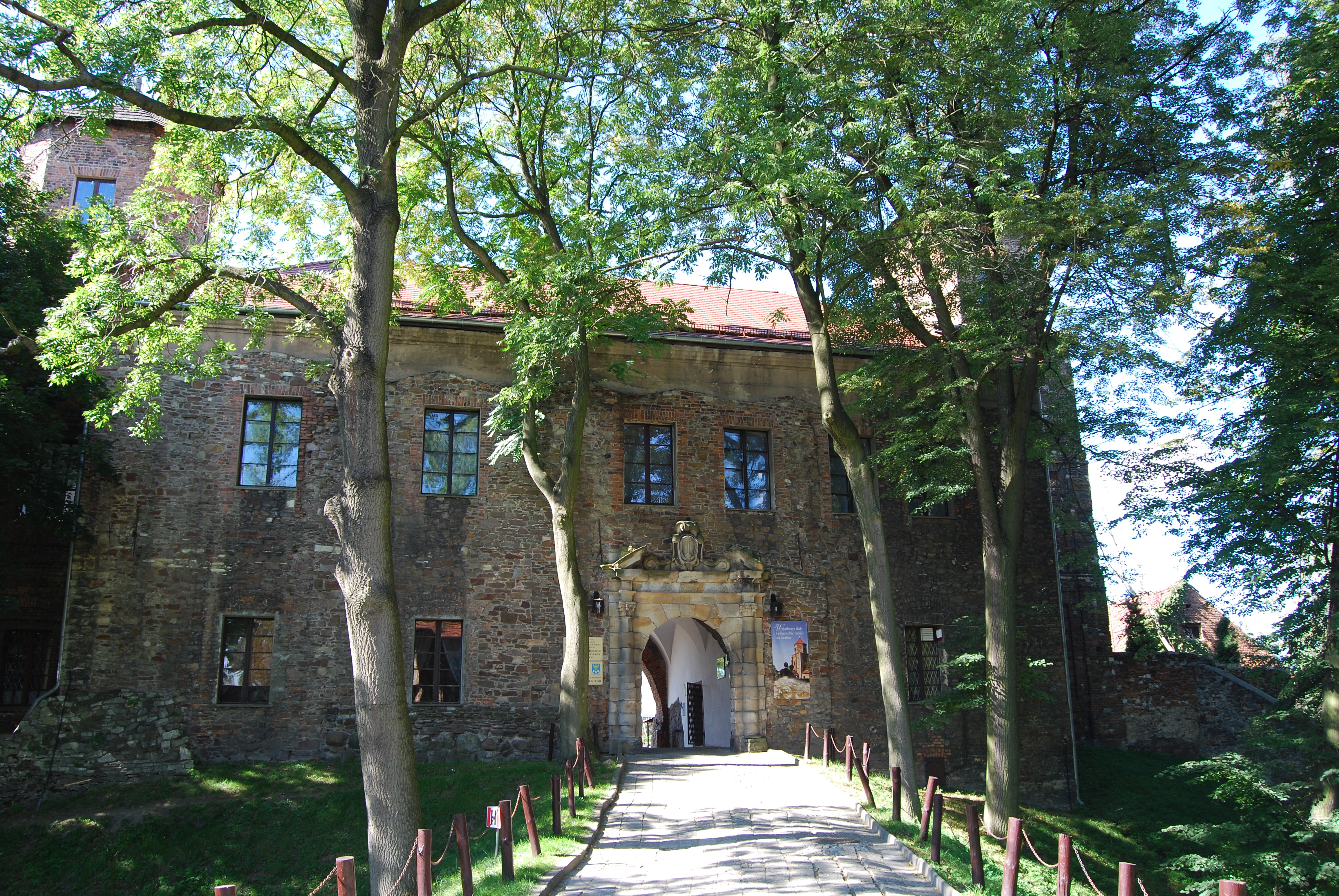
Eingang in die Burg

Die Burg Tost wurde vermutlich von Herzog Boleslaus I. gegründet, der dem Zweig der Schlesischen Piasten entstammte. Sie war Sitz einer Kastellanei, die erstmals für das Jahr 1245 nachgewiesen ist, während ein Kastellan schon 1222 erwähnt wurde. 1202 gelangten Burg und Siedlung zum Oppelner Land, das damals von Herzog Mieszko von Ratibor regiert wurde. Dessen Sohn Mieszko II., der 1246 starb, bestimmte die Toster Burg als Wittum seiner Frau Judith/Jutta. 1304 oder früher wurde aus dem Herzogtum Beuthen das Herzogtum Tost herausgelöst, dessen erster Herzog Boleslaus von Tost war, der auf der Burg residierte.
1430 und 1433 wurde die Burg durch die Hussiten wahrscheinlich gänzlich zerstört und vermutlich unter Herzog Przemislaw III. von Teschen-Auschwitz († 1484), der in Tost residierte, wieder aufgebaut. 1570 wurde die Burg durch einen Brand erheblich beschädigt und nach 1592 von den Freiherrn von Redern im Renaissance-Stil umgebaut. Nach dem Dreißigjährigen Krieg wurde sie unter Graf Caspar Colonna vermutlich unter der Leitung oder Mitwirkung des Mailänder Stuckateurs Giovanni/Johann Seregni durch eine Schlossanlage ersetzt. 1791 bis 1797 waren Burg und Herrschaft Tost im Besitz von Joseph von Eichendorffs Vater Adolph von Eichendorff, dem die Reichsgrafen von Gaschin folgten. 1811 brannte die Anlage ab und verfiel danach. 1840 erwarb Abraham Guradze die Burgruine, bei dessen Nachkommen sie bis 1945 verblieb.
Als Ruine erhalten sind aus dem Spätmittelalter ein Wohnblock und die Zwingmauer sowie im Nordwesten ein quadratischer Turm. Aus dem 17. Jahrhundert sind u. a. die südliche und westlichen Außenmauer sowie das Torhaus und die Portaldurchbrüche der vorderen Zwingmauer erhalten.
Zwischen 1957 und 1963 wurde die Burg teilweise rekonstruiert. Für einige Jahre war die Burg eine Außenstelle des Museums in Gliwice.

## Architektur
Das Mauerwerk der Burg besteht aus Kalkbruchstein aus der Gegend, Granitfindlingen, Grauwacke und Ziegelsteinen, die meist zur Einfassung der Ecken verwendet wurden. An den Mauern erkennt man noch gut den gotischen Ursprung einiger Gebäudeteile, den man anhand der Umrisse von gotischen Spitzbögen ablesen kann.
Vollständig erhalten waren von der ursprünglichen Burg der nördliche Burgfried und die nördlichen Nebengebäude sowie zwei Türme. Der Hauptbau an der Einfahrt war als Ruine erhalten und wurde im 20. Jahrhundert rekonstruiert. Im oberen Teil des schmuckvoll ausgestalteten halbrunden Schlossportals an der Außenseite befindet sich die Inschrift „CASPAR COMES COLONNA“, darunter die Jahreszahl 1666 und über dem Portal eine Abbildung des Wappens des Adelsgeschlechts Colonna, das eine Säule mit einer Krone zeigt. Im Gegensatz zum Rest der Burg ist das Portal aus Sandstein gestaltet worden. Das Torportal an der Innenhofseite weist eine Spitzbogenform auf und war nach dem Brand nur noch als Ruine erhalten.
Der Hauptbau wird an den Seiten von zwei kleineren achteckigen Türmen flankiert. Im Inneren hat sich im 1. Obergeschoss ein Kamin mit verschnörkelter Umrahmung aus Marmor aus der Zeit um 1700 erhalten.
Der große Bergfried ist in seiner Grundform und in den unteren Stockwerken rechteckig, das oberste Stockwerk ist achteckig gebaut.